# Henri Deglane
Ne doit pas être confondu avec Henri Deglane (lutte).
Pour les articles homonymes, voir Deglane.
Henri Adolphe Auguste Deglane est un architecte français né le 10 décembre 1855 à Paris, et mort le 13 mai 1931 à Laussel sur la commune de Marquay (Dordogne).

## Biographie
Élève de Louis-Jules André à l'École des beaux-arts de Paris, il expose au Salon des artistes français dès 1880 et y obtient alors une médaille de 3e classe. En 1887 il y remporte une médaille de 2e classe puis en 1888 une médaille d'honneur.
Henri Deglane est lauréat du premier grand prix de Rome en 1881. Le sujet de l'épreuve finale s'intitule : « Un palais, cercle des beaux-arts ».[réf. nécessaire]
Le jeune lauréat devient pensionnaire de l'Académie de France à Rome, du 29 janvier 1882 au 31 décembre 1885.
Médaille d'or à l'Exposition universelle de Paris de 1889[réf. nécessaire] (où il est aussi deuxième inspecteur du Palais des machines), à partir de 1890, il est le chef d'atelier en architecture à l'école des beaux-arts de Paris.[réf. nécessaire]
Pour l'exposition universelle de 1900, où son projet co-signé avec Binet remporte le deuxième Prix, il participe à la conception et à la construction du Grand Palais, de 1896 à 1900, chargé de la nef et de la façade donnant sur l'avenue Alexandre-III, actuelle avenue Winston-Churchill. Il est ensuite chargé de la construction de la galerie Rapp et Desaix à l'intérieur du palais des Arts.[réf. nécessaire]
Il construit aussi le palais de l'Afrique occidentale pour l'exposition coloniale de Marseille en 1906.
Il est nommé officier de la Légion d'honneur en 1900.
Propriétaire du château de Laussel (XVe-XVIe s.) il le restaure totalement au début du XXe siècle.[réf. nécessaire]
Il est élu membre de l'Académie des beaux-arts en 1918.

## Distinctions
- Officier de la Légion d'honneur

## Réalisations à Paris
Il a réalisé :
- 1906 : immeuble de rapport et de commerces, 90, rue de Grenelle (7e)
- 1910 : immeuble de rapport, 12 et 12bis, avenue Élisée-Reclus (7e)
- 1924 : hôtel particulier 15 rue d'Andigné (16e)

## Autres monuments publics
Deglane exécuta des monuments dédiés à des personnalités :

- Dupleix, Landrecies (Nord).
- Bujault, Melle.
- William Shakespeare d'après Pierre Fournier, Paris, angle boulevard Haussmann / avenue de Messine (disparu).
- Jeanne d'Arc, Chinon.
- Sadi Carnot, Angoulême.
- Guy de Maupassant, Parc Monceau (Paris)
- Le Palais de la République (Dakar)

### Commande privée
- Chapelle funéraire des familles Rousseau-Lebeault, cimetière du Père-Lachaise, vitraux de Jacques Galland.
- Villa Aigue-Marine, sur le front de mer de Royan.
- Monument funéraire d'Auguste Nicolas, cimetière Saint-Gabriel, Caen[8].

## Élèves
- Alexandre Bolloré (1881-)[9]
- Henry Wilfrid Deville (1893-1897)
- Gilbert Vorbe (1905-1910)[10]